# Gallium(III)-chlorid
Gallium(III)-chlorid ist eine chemische Verbindung des Galliums und zählt zu den Chloriden. Die Lewis-Säure liegt als Dimer vor und wird in organischen Reaktionen eingesetzt.

## Gewinnung und Darstellung
Gallium(III)-chlorid lässt sich direkt aus den Elementen Gallium und Chlor:
{\displaystyle {\ce {2Ga + 3Cl2 -> 2GaCl3}}}
durch Umsetzung von elementarem Gallium im HCl-Strom:
{\displaystyle {\ce {2 Ga + 6 HCl -> 2 GaCl3 + 3 H2}}}
oder durch Einwirkung von Thionylchlorid auf Gallium(III)-oxid bei etwa 200 °C gewinnen:
{\displaystyle {\ce {Ga2O3 + 3 SOCl2 -> 2 GaCl3 + 3 SO2}}}

## Eigenschaften
Gallium(III)-chlorid bildet wie andere Halogenide der dritten Hauptgruppe Dimere der Form Ga2Cl6 mit vier endständigen und zwei überkappten Chloratomen. Im Festkörper liegen diese analog zur Aluminium(III)-bromid-Struktur in Form kantenverknüpfter Tetraeder vor (monokline Kristallstruktur, Raumgruppe C2/m (Raumgruppen-Nr. 12), a = 11,948 Å, b = 6,855 Å, c = 7,050 Å, β = 125,69°). Dies steht im Gegensatz zur Struktur des Aluminium(III)-chlorides, das eine Schichtstruktur bildet.
Gallium(III)-chlorid ist stark hygroskopisch und reagiert stark mit Wasser. Beim Eindampfen einer wässrigen Lösung wird Chlorwasserstoff abgegeben. Wie andere Halogenide von Aluminium, Gallium und Indium ist Gallium(III)-chlorid eine starke Lewis-Säure. Mit entsprechenden Lewis-Basen wie Halogenidionen, Ethern, Aminen oder Phosphanen bildet es stabile Lewis-Säure-Base Addukte. Gallium(III)-chlorid reagiert dabei im Vergleich mit Aluminium(III)-chlorid mit weichen Lewis-Basen (etwa Phosphane) besser, während harte Lewis-Basen besser mit Aluminium(III)-chlorid reagieren.
Im Vakuum lässt es sich bereits unterhalb seines Schmelzpunktes sublimieren und somit aufreinigen.

## Verwendung
Gallium(III)-chlorid wird im Gegensatz zu vielen anderen Galliumverbindungen in der Technik genutzt, es dient als Lewis-Säure in Friedel-Crafts-Reaktionen.
Im GALLEX-Experiment zum Nachweis von Neutrinos wurde eine Lösung von 100 Tonnen Gallium(III)-chlorid in Salzsäure genutzt.
Gallium-68-Chlorid kann zur Skelettszintigrafie mittels Positronenemissionstomographie eingesetzt werden. Dabei wird zwar wegen der hohen Positronen-Reichweite des Ga-68 nicht die mit F-18 (als Natriumfluorid) erreichbare Ortsauflösung erreicht, dafür benötigt man mit dem Gallium-68-Generator kein Zyklotron.